# جون وارد (سياسي كندي)
جون وارد (بالإنجليزية: John Ward)‏ هو شخصية أعمال وسياسي كندي، ولد في 8 نوفمبر 1753 في بيكسكيل في الولايات المتحدة، وتوفي في 5 أغسطس 1846. انتخب عضو الجمعية التشريعية لنيو برونزويك ‏ عن دائرة Saint John County, New Brunswick ‏ (1809 – 1820).